# Папірня (Золочівський район)
Папі́рня — село в Україні, у Золочівському районі Львівської області. Населення становить 26 осіб. Орган місцевого самоврядування — Золочівська міська рада.

## Назва
З середини XIX ст. Сасів стає виробником паперу, причому папір експортувався з сасівської фабрики до Німеччини, Франції, Росії та Туреччини. Село назвали на честь цієї фабрики — Папірня.